# Desastres em 1903
Nesta página encontrará referências aos desastres ocorridos durante o ano de 1903.

## Abril
- 8 de abril - Tornado em Alabama[1]
- 13 de abril - Tornado em Alabama[1]

## Novembro
- 11 de novembro - Tornado em Alabama[1]